# Daniel Innthaler
Daniel Innthaler (* 20. Juli 1847 in Naßwald, Gemeinde Schwarzau im Gebirge; † 26. Dezember 1923 ebenda) war ein österreichischer Bergführer.

## Leben

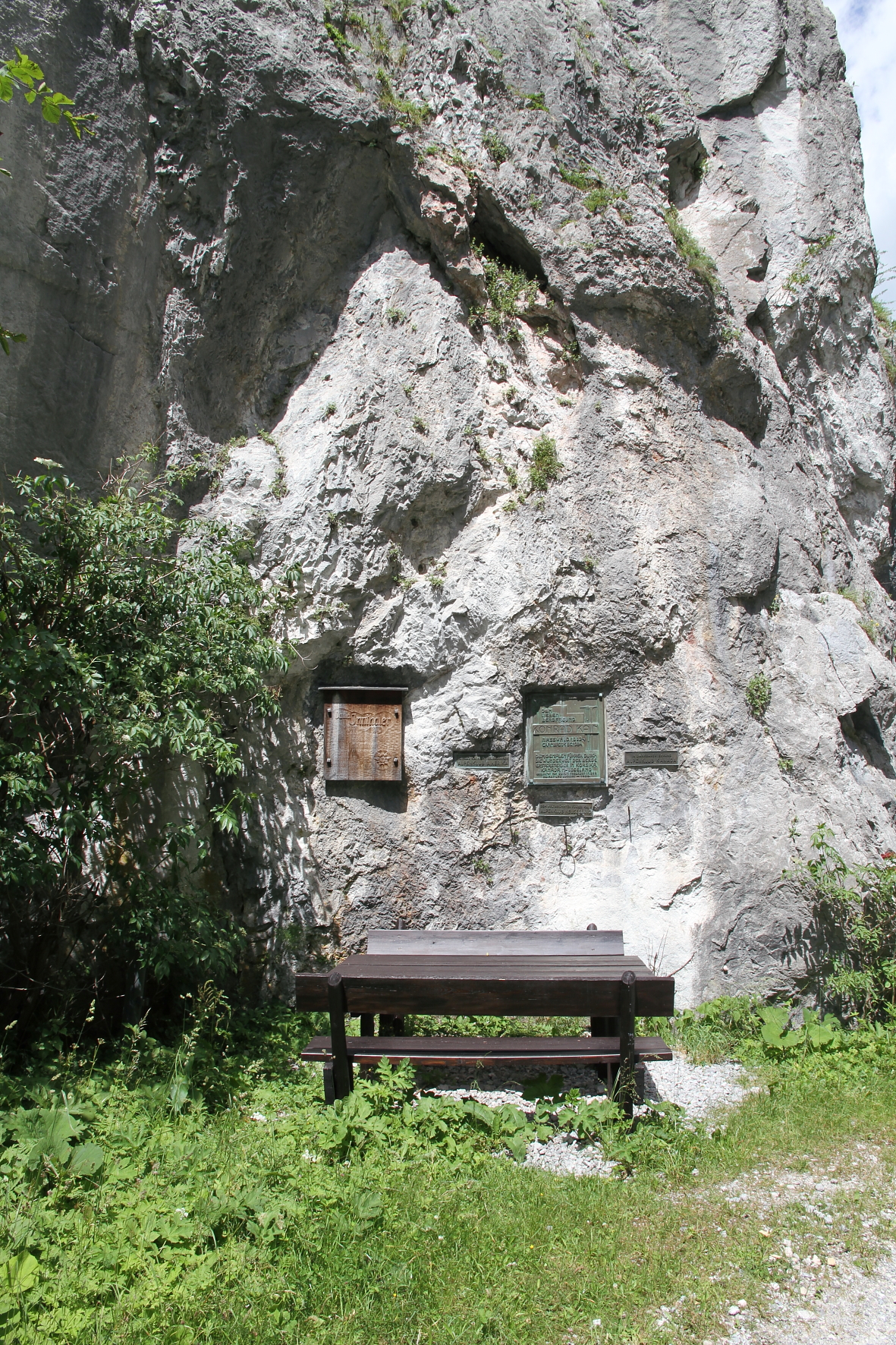
Rastplatz im Reißtal (Hinternaßbach) mit Gedenktafel an Daniel Innthaler (links) und Konrad Kain (rechts)

Innthaler war Holzfäller und Bergarbeiter. In der Freizeit erforschte er neue Klettertouren an der Rax und im Besonderen an den Kahlmäuern. Über diese und andere führte er bekannte Wiener Bergsteiger wie Emil Zsigmondy, Otto Zsigmondy und Otto Schück. 1884 wurde Innthaler offiziell Bergführer. 1885 gelang ihm gemeinsam mit Eduard Suchanek die Erstbesteigung der Nordwand der Planspitze. Innthaler gilt als bester Kletterer des Wiener Bergsteigerkreises und war von 1887 bis 1894 Mitglied des Österreichischen Alpenklubs.
Begraben ist Innthaler auf dem evangelischen Friedhof in Naßwald.

## Ehrungen
1925 wurde unmittelbar südlich des Habsburghauses auf der Rax ein pyramidenstumpfförmiges Denkmal mit einer Gedenktafel mit der Inschrift „Dem Erschliesser der Kahlmauern“ errichtet, das Daniel-Innthaler-Denkmal.
Im Reißtal ist bei einem Rastplatz eine Gedenktafel mit der Inschrift „Dem Erschließer der Kahlmäuer“ angebracht. Unmittelbar daneben befindet sich eine weitere Tafel zum Gedenken an Konrad Kain.  

## Anmerkung
1. ↑  In der Literatur wird auch fallweise die Schreibweise Inthaler verwendet.

| Personendaten    | Personendaten                          |
| ---------------- | -------------------------------------- |
| NAME             | Innthaler, Daniel                      |
| KURZBESCHREIBUNG | österreichischer Bergführer            |
| GEBURTSDATUM     | 20. Juli 1847                          |
| GEBURTSORT       | Naßwald, Gemeinde Schwarzau im Gebirge |
| STERBEDATUM      | 26. Dezember 1923                      |
| STERBEORT        | Naßwald, Gemeinde Schwarzau im Gebirge |